# Kölner Bank
Die Kölner Bank eG war eine Genossenschaftsbank mit Sitz in Köln. Sie gehörte zu den größten Volksbanken im Rheinland und lag unter allen deutschen Volksbanken und Raiffeisenbanken auf Rang 68 nach der Bilanzsumme. Ihr Geschäftsgebiet umfasste das Stadtgebiet von Köln sowie angrenzende Gemeinden. 2017 feierte die Kölner Bank ihr 150-jähriges Jubiläum. Rückwirkend zum 1. Januar 2017 erfolgte die Fusion zur Volksbank Köln Bonn.

## Geschichte
Als Rechtsvorgängerin der Kölner Bank gilt der „Kölner Vorschuss- und Creditverein e. G.“, der am 27. Oktober 1861 durch mehrere Handwerksmeister entstand und aufgrund des im März 1867 erlassenen preußischen Genossenschaftsgesetzes die Rechtsform einer eingetragenen Genossenschaft annahm, die am 27. September 1867 ins Genossenschaftsregister eingetragen wurde. Zu den Gründern zählten der Fabrikbesitzer Ernst Schmidts (Köln-Lindenthal), der Schlossermeister Heinrich Engelskirchen (Köln), der Baugewerksmeister Josef Steinkrüger (Köln) sowie der Oberinnungsmeister Gustav Pesch (Köln-Ehrenfeld). Am 16. März 1869 erfolgte die Umbenennung in „Kölner Gewerbebank e. G.“, die wiederum im September 1923 in eine Aktiengesellschaft umgewandelt wurde. Bereits am 5. Mai 1925 wurde die Liquidation der AG beschlossen, die Bank kehrte zu ihrer ursprünglichen Rechtsform (GmbH) zurück. Im Jahre 1960 fand die Umfirmierung in den Namen „Kölner Bank von 1867 e. G.“ statt.
Die Zahl der Mitglieder belief sich während der Währungsreform im Juni 1948 auf 2.300, im Dezember 1966 betrug sie 10.200; dabei wuchs die Bilanzsumme von 3,2 Millionen DM auf 180 Millionen DM.
Die Bank bezog im April 1991 das „IBM-Hochhaus“ am Hohenzollernring Nr. 31–35 mit 11.000 Quadratmetern Nutzfläche. Ihre Mitgliederzahl stieg weiter stark, 1985 registrierte sie 25.000 Mitglieder. Bis 2015 verdoppelte sich die Zahl auf 50.000, 2016 zählte man bereits 51.600 Mitglieder.
Im Oktober 2017 (rückwirkend zum 1. Januar 2017) verschmolz die Bank mit der Volksbank Bonn Rhein-Sieg eG zur Volksbank Köln Bonn eG.

## Organisationsstruktur
Rechtsgrundlagen waren das Genossenschaftsgesetz und die von der Vertreterversammlung der Kölner Bank eG erlassene Satzung. Organe der Bank waren der Vorstand, der Aufsichtsrat und die Vertreterversammlung.
Die Kölner Bank eG verfügte über 27 Filialen (zzgl. 4 SB-Filialen und 13 externe Geldautomaten) im Kölner Stadtgebiet.

## Geschäftsausrichtung und Geschäftserfolg
Die Kölner Bank eG betrieb als Volksbank das Universalbankgeschäft für Privat- und Firmenkunden. Neben dem klassischen Kredit- und Einlagengeschäft arbeitete sie im Verbundgeschäft mit der Bausparkasse Schwäbisch Hall, der R+V Versicherung, der Fondsgesellschaft Union Investment, der Deutschen Genossenschafts Hypothekenbank, der VR Leasing und der Teambank Nürnberg (e@syCredit) zusammen.

## Mitarbeiter
Die Kölner Bank beschäftigte im Jahr 2016 insgesamt 382 Mitarbeiter. 57 Auszubildende lernten bei der Kölner Bank. 

## Soziales Engagement
Die Kölner Bank engagierte sich für Köln und die Menschen in der Region. 2016 wurden fast 200 gesellschaftliche und gemeinnützige Projekte gefördert und dafür 240.000 Euro aufgebracht. Mit all zesamme betrieb die Kölner Bank seit 2014 eine Crowdfunding-Plattform. Bürger und Kölner Bank spendeten hier gemeinsam für gemeinnützige Projekte in der Region. Über ihren Verein „miteinander-füreinander“ unterstützte die Bank förderungswürdige Projekte in Köln mit jährlich insgesamt 50.000 Euro. Ziel des Vereins war es, in und für die Region aktiv „Hilfe zur Selbsthilfe“ zu leisten. Einmal im Jahr engagierten sich Mitarbeiter der Bank im Rahmen eines Freiwilligentages. 